# PZL.37 Łoś
Le PZL.37 Łoś (élan en polonais) est un bombardier polonais de la Seconde Guerre mondiale.

## Conception
Les constructeurs Jerzy Dąbrowski, Piotr Kubicki et Franciszek Misztal déposent le projet au Ministère des Affaires militaires en juillet 1934. Le prototype est commandé en octobre, la maquette de l'avion est acceptée en avril 1935. Le vol d'essai a lieu le 16 décembre 1936. Le PZL.37 est un bimoteur à ailes basses, tout en métal avec un train d'atterrissage rétractable. L'empennage vertical existe en deux versions mono- et bidérive. L'avion est équipé de deux moteurs Bristol Pegasus.

## Histoire opérationnelle
Lors du déclenchement de la Seconde Guerre mondiale l'aviation militaire dispose des 36 Łoś dans quatre escadrons, les 211, 212, 216 et 217. Le premier bombardement a lieu le 2 septembre 1939 sur la gare de Vossowska près d'Oppeln. Entre 4 et 10 septembre les PZL.37 attaquent le XVI et le XXII corps d'armée. Le 11 septembre les Łoś bombardent le régiment blindé "SS Germania", et le lendemain la 18e division d'infanterie. Le 14 septembre les escadrons 216 et 217 larguent leurs bombes sur la 1re division de montagne et la 56e division d'infanterie. Pendant la campagne de Pologne les PZL. 37 effectuent 135 vols dont 25 de reconnaissance et larguent 119 tonnes de bombes. Les pertes sont de 26 avions ce qui représente 58 %. Neuf aviateurs sont morts, six blessés et 42 disparus.

## Pays utilisateurs
Pologne
 Roumanie
- Armée de l'air roumaine
  - Grupul 4 Bombardament
    - Escadrila 76
    - Escadrila 77

 Union soviétique3 avions capturés utilisés pour des essais
 Reich allemand2 avions capturés utilisés pour des essais

## Reproduction de l'avion
Dans les usines PZL Mielec a été produit un modèle d'exposition à l'échelle 1/1. Il a été présenté le 29 septembre 2012.